# Pedro de Toledo
Pedro de Toledo est une municipalité brésilienne de l'État de São Paulo située dans la Microrégion d'Itanhaém et dans la Mésorégion du Littoral sud de l'État de São Paulo.

## Géographie
Pedro de Tolede est situé à une latitude de 24° 16′ 29″ sud et une longitude de 47° 13′ 58″ ouest, avec une altitude de 45 mètres au-dessus de la mer. En 2014, sa population estimée était de 10 880 habitants et sa superficie est de 670,440 km2. 

### Démographie
Données du recensement de 2010
Population totale : 10 208
- Urbaine : 6 159
- Rurale : 3 028
- Hommes : 4 693
- Femmes : 4 494
- Densité de la population  (hab./km2): 13,69
- Mortalité infantile (jusqu'à un an) (pour mille): 26,14
- Espérance de vie (années) : 66,50
- Taux de fécondité : (enfant par femme): 3,26
- Taux d'alphabétisation : 85,08 %
- Indice de Développement Humain (IDH-M): 0,729
  - IDH-M Revenu : 0,672
  - IDH-M Longévité : 0,692
  - IDH-M Éducation : 0,824

(Source : IPEADATA)

### Hydrographie
- Rio Itariri
- Rio do Espraiado
- Rio São Lourenço
- Rio São Lourencinho

### Routes
- SP-55
- BR-116 /SP-230

## Administration
- Maire: Sérgio Yasushi Miyashiro (2013/2016)
- Vice-Maire: Sérgio Batista